# Gabrielle Douglas
Gabrielle Christina Victoria Douglas, más conocida como Gabby Douglas, (Newport News, Virginia, 31 de diciembre de 1995) es una gimnasta artística estadounidense que participó con el equipo de su país en los Juegos Olímpicos de Londres 2012, donde consiguió la medalla de oro en la competición individual y por equipos junto a sus compañeras McKayla Maroney, Alexandra Raisman, Kyla Ross y Jordyn Wieber. También participó en los campeonatos del mundo de gimnasia en el año 2011, en los que logró la medalla de oro con el equipo de su país. Su primera competición de élite la realizó en 2010 y es la primera deportista afroamericana en la especialidad de gimnasia artística que ha conseguido el título individual en la historia de los Juegos Olímpicos.

## Carrera deportiva
Comenzó a entrenarse a los 6 años, junto a su hermana mayor Arielle Douglas, tras pedirle a su madre que la inscribiera para tomar clases de gimnasia. En 2004, con 8 años, ganó los campeonatos del estado de Virginia para atletas de su edad.
La primera competición de élite en la que participó tuvo lugar en el año 2010, en el CoverGirl Classic de Chicago, Illinois, donde quedó en novena posición en la categoría junior. Ese mismo año, se trasladó a West Des Moines, Iowa, para prepararse bajo las órdenes de Liang Chow, el entrenador de la medallista de los Juegos Olímpicos de Pekín 2008, Shawn Johnson.
En el campeonato del mundo celebrado en Tokio en el año 2011, Gabrielle Douglas participó junto a Estados Unidos, obteniendo la medalla de oro en la clasificación por equipos, y la quinta plaza en la competición individual en la especialidad de barras asimétricas. 
En el campeonato nacional de Estados Unidos celebrado en junio de 2012, obtuvo la medalla de oro en barras asimétricas, plata en la clasificación general y bronce en ejercicios en suelo.
El 31 de julio de 2012, consiguió junto a sus compañeras McKayla Maroney, Alexandra Raisman, Kyla Ross y Jordyn Wieber, la medalla de oro en la competición por equipos de los Juegos Olímpicos de Londres 2012, y el 2 de agosto obtuvo la medalla de oro individual al superar por unas décimas a la atleta rusa Viktoria Komova que obtuvo la de plata. También logró la clasificación para las finales de barras asimétricas y barra de equilibrio que se disputaron los días 6 y 7 de agosto. En la final de barras asimétricas quedó en octavo lugar. Ganó Aliyá Mustáfina. En segunda posición quedó la china He Kexin y en tercer lugar la británica. 
Participó en los Juegos Olímpicos de Rio 2016, realizados en Brasil. En estas olimpiadas gana medalla de oro en General por equipos femeninos, con un puntaje de 184.897.
Durante la participación de la gimnasta en los juegos olímpicos en Brasil,  dijo no poder participar en All-Round por no quedar entre las dos primeras en su país como lo mencionan en  Business Insider,  "Douglas se mantendrá fuera de la final de gimnasia porque sólo permite dos gimnastas por país para competir en la final de cualquier evento. Así que, aunque Douglas es sin duda uno de los tres mejores All Round, está siendo excluido debido a dos estadounidenses, Simone Biles y Aly Raisman, terminaron en primer y segundo lugar, respectivamente. Esto corresponde a una regla establecida por Federación Internacional de Gimnasia.

### Agresiones sexuales
En octubre de 2017, ella y otras 124 víctimas presentaron una demanda por agresión sexual contra el médico del equipo de gimnasia estadounidense. Este caso fue parte de un escándalo mayor de agresiones sexuales que afecta a la Federación Estadounidense de Gimnasia.

## Película
En 2014 se lanzó una película sobre su vida: The Gaby Douglas Story.
| Año      | 2014                                                |
| -------- | --------------------------------------------------- |
| Director | Gregg Champion                                      |
| Guion    | María Nation y Sterling Anderson                    |
| Reparto  | Brian Tee, Imani Hakim, Regina King, Sydney Mikayla |

## Libros
- En el 2012, se publica el libro autobiografico que describe su historia con el título, Grace, gold and glory.ISBN 978-0-310-74061-2.

- Para el 2013, publica su segundo libro con el título, Raising the Bar. ISBN 9780310740704.